# Invisible Tension
«Invisible Tension» — третий студийный альбом группы «Arida Vortex», вышел 30 сентября 2011.

## История создания
23 сентября 2011 года на видеохостинге YouTube опубликован промо-трек на песню «Reborn», в описании к которому, помимо текста песни, содержится пресс-релиз следующего содержания: 
Спустя 5 лет Arida Vortex представляют на суд слушателей новый студийный альбом. На пластинке, озаглавленной Invisible Tension, представлены 11 композиций, причём, на этот раз, в треклисте присутствуют целых 3 песни, исполненные на русском языке, а также одна инструментальная вещь - "Jack in the Box". Что касается музыкального материала, то, помимо ожидаемого от Arida Vortex пауэр-метала, мы услышим и оригинальные, совершенно непривычные для коллектива ходы. Однако главные отличительные особенности группы, как мощный вокал Андрея "AndyVortex" Лобашёва, плотный гитарный звук, виртуозные соло и запоминающиеся мелодии в сочетании с качественной записью и стильным оформлением альбома, музыканты сохранили и приумножили. Выход компакт-диска запланирован на 5 октября 2011 года на лейбле Metalism Records.
С 30 сентября альбом стал доступен для свободного скачивания на официальном сайте группы (за первые 3 дня из разных источников был скачан около 3000 раз).

## Отзывы критиков
Большинство отечественных хеви/пауэр групп за последние годы пришли к правильному пониманию, что на Западе никому не нужны, а российский слушатель хочет слышать (и при возможности подпевать) лирику на родном языке, а не получать очередную блёклую копию зарубежных корифеев жанра. (<…>) Звучит материал, конечно, неплохо (если не брать такие беспардонные случаи плагиата как откровенный дёр у Helloween на «Faith»), но именно русскоязычные треки производят наиболее яркое впечатление и, по сути, вытягивают альбом. Не знаю, какие мысли в головах у этих ребят на будущее, но я очень надеюсь, что они в следующий раз сделают упор именно на русскую лирику, а англоязычные треки оставят для бонусной секции.— Рецензия из журнала «DarkCity» 

## Список композиций
| №   | Название                         | Текст песни           | Музыка     | Длительность |
| --- | -------------------------------- | --------------------- | ---------- | ------------ |
| 1.  | «Invisible Tension»              | Гурьев                | Гурьев     | 4:44         |
| 2.  | «Reborn»                         | Гурьев, Лобашёв       | Гурьев     | 4:02         |
| 3.  | «Faith»                          | Гурьев                | Гурьев     | 4:16         |
| 4.  | «Perfect Private World»          | Гурьев                | Гурьев     | 4:16         |
| 5.  | «День»                           | Лобашёв               | Власов     | 2:44         |
| 6.  | «Ticket To Hell»                 | Гурьев, Лобашёв       | Гурьев     | 4:02         |
| 7.  | «Power To Control»               | Гурьев                | Гурьев     | 4:11         |
| 8.  | «Jack In The Box» (instrumental) |                       | Гурьев     | 5:42         |
| 9.  | «Final Paradise»                 | Гурьев                | Гурьев     | 6:48         |
| 10. | «Зеркала»                        | Просунцова («Marwen») | Седлетский | 6:02         |
| 11. | «Номер один»                     | Гурьев                | Гурьев     | 4:02         |

## Участники записи

### Группа
| Андрей Лобашев     | — вокал      |
| Роман Гурьев       | — гитара     |
| Андрей Седлецкий   | — гитара     |
| Михаил Немировский | — бас-гитара |
| Вячеслав Стосенко  | — ударные    |

### В записи участвовали
- Расул Салимов («Ретрием») — клавишные